# Original equipment services
L'espressione inglese original equipment services, in acronimo OES, letteralmente "assistenza di apparecchiature originali", si utilizza nel contesto dei processi produttivi industriali. Indica che il servizio di assistenza post vendita (riparazione, manutenzione, installazione, aggiornamento, revisione, etc.) è eseguito presso la rete ufficiale dell'OEM che ha realizzato il prodotto/sistema.
Interventi eseguiti in un contesto OES sono cosa diversa dall'aftermarket in quanto nel secondo caso il tutto avviene fuori dalla rete dell'OEM ovvero in un circuito indipendente. Per interventi s'intende sia la pura lavorazione che la fornitura di un componente (ricambio, accessorio). Componenti "marchiati" sono OES, componenti non marchiati sono after market; idem per le lavorazioni di riparazione/manutenzione/installazione eseguite presso i CAT autorizzati (OES) oppure presso officine/fornitori indipendenti.
Nel settore automobilistico (o dei veicoli in generale), anche gli accessori montati dalla concessionaria della rete prima della consegna al cliente sono considerati fornitura OES: solo ciò che è assemblato come "primo impianto" o "primo equipaggiamento" o "installazione originale in fabbrica" è strettamente OEM. Anche se ai più questo è un dato sconosciuto, alcuni accessori, per loro natura, per ragioni tecnico-commerciali o per specifici mercati, possono essere installati solo in concessionaria (o dal distributore/rappresentante nazionale che generalmente gestisce anche il magazzino centrale) prima della consegna al cliente.
Da notare che a volte la "s" dell'acronimo OES sta per Suppliers (fornitori) oppure per Spares (ricambi).